# Dragan Šakota
Dragan Šakota (Beograd, 16. lipnja 1952.), srbijanski je košarkaški trener i bivši košarkaš. Izbornik je srbijanske i bivši pomoćnik izbornika srpsko-crnogorske reprezentacije.
Danas je trener Crvene zvezde.

## Športska karijera
Igračku je karijeru proveo u srbijanskom klubu IMT-u. Igrao je od 1972. do 1983. godine. Nakon što je prestao igrati, u matičnom je klubu ostao baviti se trenerskim poslom. Na klupi je ostao do 1988. godine. Najveći je uspjeh pobjeda 1987. u kupu, kad je u polufinalu pobijedio favorita Partizana.
Nakon toga je prešao u hrvatski klub Zadar, koji je vodio u sezoni 1988./89. Potom je jednu sezonu vodio hrvatski klub Cibonu iz Zagreba. U istom je razdoblju bio pomoćnikom trenera jugoslavenske reprezentacije, s kojom je osvojio zlatno odličje na balkanskom prvenstvu 1989. godine. i nasvjetskom prvenstvu u Argentini 1990. godine.
Potom je otišao raditi u Grčku, gdje je vodeći solunski PAOK sezone 1990./91. osvojio Kup pobjednika kupova. Nakon toga je otišao u Apolon iz Patre. Sezone 1993./94. vodio je Iraklis iz Soluna. Sljedeće se sezone vratio u PAOK (1994./95.). Nikas Peristeri je vodio od 1995. do 1997. a potom se vratio u Iraklis u kojem je radio od 1998. do 2000. godine. Nakon toga trenirao je solunski Aris u sezoni 2000./01. Nakon toga vrijeme provodi u atenskim klubovima. AEK je vodio od 2001. do 2003. godine, s kojim je postao grčkim prvakom 2002. godine te pirejski Olympiakos od 2003. do 2004. godine.
2004. se radio u srpsko-crnogorskoj reprezentaciji kao pomoćnik izborniku Željku Obradoviću na OI 2004. u Ateni. Na europskom prvenstvu iduće godine u Srbiji i Crnoj Gori obnašao je istu dužnost.
2005. se godine vratio u Srbiju, gdje je vodio Crvenu zvezdu s kojom je osvojio srbijanski Kup Radivoja Koraća.
Kad je Obradović otišao s mjesta izbornika 2006., Šakota je preuzeo njegovo mjesto, tako da je vodio srpsko-crnogorsku reprezentaciju na svjetskom prvenstvu u Japanu 2006. godine.